# Arcüreggyulladás
Az arcüreggyulladás (latinul sinusitis maxillaris), más néven orrmelléküreg-gyulladás az arcüregeket megtámadó fül-orr-gégészeti megbetegedés. Gyakori megbetegedés, gyermekkorban sokakat érint. Kialakulásának hátterében vírusfertőzés, baktérium és gomba is állhat.

## Leírása
Az arckoponya csontjaiban üregek helyezkednek el, melyek belsejét csillószőrös mirigyhám borítja. Ezek az üregek alapvetően nem funkcionálisak, de a hangképzésben mégis van jelentőségük. 
A váladékképzés és a csillószőrös mirigyhám mozgása következtében tud az arcüreg az orrüreg felé megtisztulni. Az arcüreg az orrüregben található félhold alakú nyílásba csatlakozik. Amennyiben ez a félhold alakú nyílás elzáródik, úgy a váladék az arcüregbe visszafolyik, ott megül, majd baktériumok hatására elgennyed. Ez a folyamat az arcüreg előtti orcák megduzzadásával, a szájpadlásra kisugárzó fájdalommal jár. Gyakran érzi a beteg, hogy a fogai fájnak, illetve hogy a felső állkapcsa fáj.

## Tünetek
Kezdeti szakaszban náthához hasonló tünetek jelentkeznek. A nyálkahártya-gyulladás következtében az arcüregek elzáródnak és a termelődő folyadék felgyülemlik, mely koponyaűri-nyomást és fejfájást okoz.
További tünetek közé tartoznak:
- orcák megduzzadása
- nyomó, lüktető fájdalom, ami kisugárzik a koponya elülső és felső részére, illetve csontjaira
- nehéz orrlégzés, orrdugulás
- orrfolyás (kezdetben vízszerű, színtelen folyadék, majd a fertőződöttség miatt sűrű, elszíneződött)
- gyengeség, fáradtság, láz

## Kezelése
A kezelés akut szakban, bakteriális fertőzésnél leggyakrabban antibiotikummal történik.
A kezelése során fontos az arcüreg szellőzésének helyreállítása, biztosítása. Ennek érdekében az arcüreggyulladás kezelése része a nyálkahártya lohasztó szerek használata, a gyulladást kiváltó illetve hajlamosító ok megszüntetése (pl. orrsövényferdülés műtét, allergia-kezelés).
Az arcüreggyulladás kezelése  esetében előnyös, sokszor indokolt a felgyülemlő váladék eltávolítása, pl. arcüreg mosással, orrmosó folyadék otthoni használatával.